# المرمى
المرمى، قرية من قرى محافظة العلا، والتابعة لمنطقة المدينة المنورة في السعودية. تقع في شمال المدينة المنورة، وتبعد عنها بمسافة تقارب ( ) كيلو متر، وعن العلا بمسافة تقارب ( ) كيلو متر. تتواجد فيها مزارع النخيل بكثرة وهي من أهم مصادر دخل أهالي الهجرة.